# Слобідська сільська рада (Новоселицький район)
Слобідська́ сільська́ ра́да — адміністративно-територіальна одиниця та орган місцевого самоврядування в Новоселицькому районі Чернівецької області. Адміністративний центр — село Слобода.

## Загальні відомості
- Населення ради: 1 496 осіб (станом на 2001 рік)

## Населені пункти
Сільській раді підпорядковані населені пункти:
- с. Слобода
- с. Ревківці

## Склад ради
Рада складається з 16 депутатів та голови.
- Голова ради: Боднарюк Віталій Михайлович
- Секретар ради: Кукущук Світлана Володимирівна

### Керівний склад попередніх скликань
| Прізвище, ім'я, по батькові | Основні відомості                                                 | Дата обрання | Дата звільнення |
| --------------------------- | ----------------------------------------------------------------- | ------------ | --------------- |
| Боднарюк Віталій Михайлович | Сільський голова, 1968 року народження, освіта вища               | 26.03.2006   | 31.10.2010      |
| Боднарюк Віталій Михайлович | Сільський голова, 1968 року народження, освіта вища, безпартійний | 31.10.2010   |                 |

Примітка: таблиця складена за даними сайту Верховної Ради України

### Депутати
За результатами місцевих виборів 2010 року депутатами ради стали:

#### За суб'єктами висування
| Суб'єкт висування                                       | Кількість обраних депутатів | %    |
| ------------------------------------------------------- | --------------------------- | ---- |
| Самовисування                                           | 8                           | 50   |
| Народна партія                                          | 3                           | 18,8 |
| Політична партія «Наша Україна»                         | 3                           | 18,8 |
| Політична партія Всеукраїнське об'єднання «Батьківщина» | 1                           | 6,3  |
| Політична партія «Фронт Змін»                           | 1                           | 6,3  |

#### За округами
| № округу                                                | Прізвище, ім'я, по батькові     | Дата визнання обраним | Освіта             | Партійна приналежність                        | Відомості про обраного депутата                |
| ------------------------------------------------------- | ------------------------------- | --------------------- | ------------------ | --------------------------------------------- | ---------------------------------------------- |
| Народна Партія                                          |                                 |                       |                    |                                               |                                                |
| 6                                                       | Ротар Анатолій Дмитрович        | 04.11.2010            | вища               | член Народної партії                          | приватний підприємець                          |
| 11                                                      | Ротар Віталій Васильович        | 04.11.2010            | середня            | член Народної партії                          | приватний підприємець, керівник                |
| 12                                                      | Ротар Віктор Анатолієвич        | 04.11.2010            | середня            | член Народної партії                          | приватний підприємець                          |
| Політична партія Всеукраїнське об'єднання «Батьківщина» |                                 |                       |                    |                                               |                                                |
| 15                                                      | Данілова Галина Григорівна      | 04.11.2010            | середня            | член Всеукраїнського об'єднання «Батьківщина» | сільський клуб, завідувачка                    |
| Політична партія «Наша Україна»                         |                                 |                       |                    |                                               |                                                |
| 4                                                       | Ластівка Микола Ілліч           | 04.11.2010            | вища               | позапартійний                                 | пенсіонер                                      |
| 8                                                       | Кукущук Світлана Володимирівна  | 04.11.2010            | середня спеціальна | член Політичної партії «Наша Україна»         | Слобідська сільська рада, секретар             |
| 14                                                      | Сімак Домніка Іллівна           | 04.11.2010            | середня спеціальна | член Політичної партії «Наша Україна»         | Слосідська сільська бібліотека, бібліотекар    |
| Політична партія «Фронт Змін»                           |                                 |                       |                    |                                               |                                                |
| 1                                                       | Мигалчан Валерій Васильович     | 04.11.2010            | середня            | член Політичної партії «Фронт Змін»           | приватне підприємство, керівник                |
| Самовисування                                           |                                 |                       |                    |                                               |                                                |
| 2                                                       | Макаренко Лідія Іллівна         | 04.11.2010            | середня            | позапартійна                                  | приватний підприємець                          |
| 3                                                       | Лазенко Михайло Вікеторович     | 04.11.2010            | вища               | позапартійний                                 | пенсіонер                                      |
| 5                                                       | Андрійчук Тетяна Лазарівна      | 04.11.2010            | середня спеціальна | позапартійна                                  | тимчасово не працює                            |
| 7                                                       | Паламарчук Мирослав Миколайович | 04.11.2010            | вища               | позапартійний                                 | Слобідська сільська рада, землевпорядник       |
| 9                                                       | Бороновська Лікерія Дмитрівна   | 04.11.2010            | середня спеціальна | позапартійна                                  | тимчасово не працює                            |
| 10                                                      | Топорівська Світлана Іванівна   | 04.11.2010            | середня спеціальна | позапартійна                                  | Слобідський навчально-виховний комплекс, кухар |
| 13                                                      | Ротар Володимир Васильович      | 04.11.2010            | середня            | позапартійний                                 | сільський млин, завідувач                      |
| 16                                                      | Дубець Валентина Степанівна     | 04.11.2010            | середня            | позапартійна                                  | Слобідська сільська рада, рахівник             |